# Thimguem
Thimguem est une localité du Burkina Faso, située dans le département de Thiou,  la province du Yatenga et la région du Nord, à proximité de la frontière avec le Mali. 

## Population
Lors du recensement de 2006, on y a dénombré 238 habitants. 

## Éducation
En 2016-2017, la localité possède une école primaire publique.